# Aeródromo Russfin
El Aeródromo Russfin (OACI: SCFN) es un terminal aéreo ubicado cerca de Timaukel, en la Provincia de Tierra del Fuego, Región de Magallanes y de la Antártica Chilena, Chile. Es de propiedad pública.